# Dąbie (Kraków)

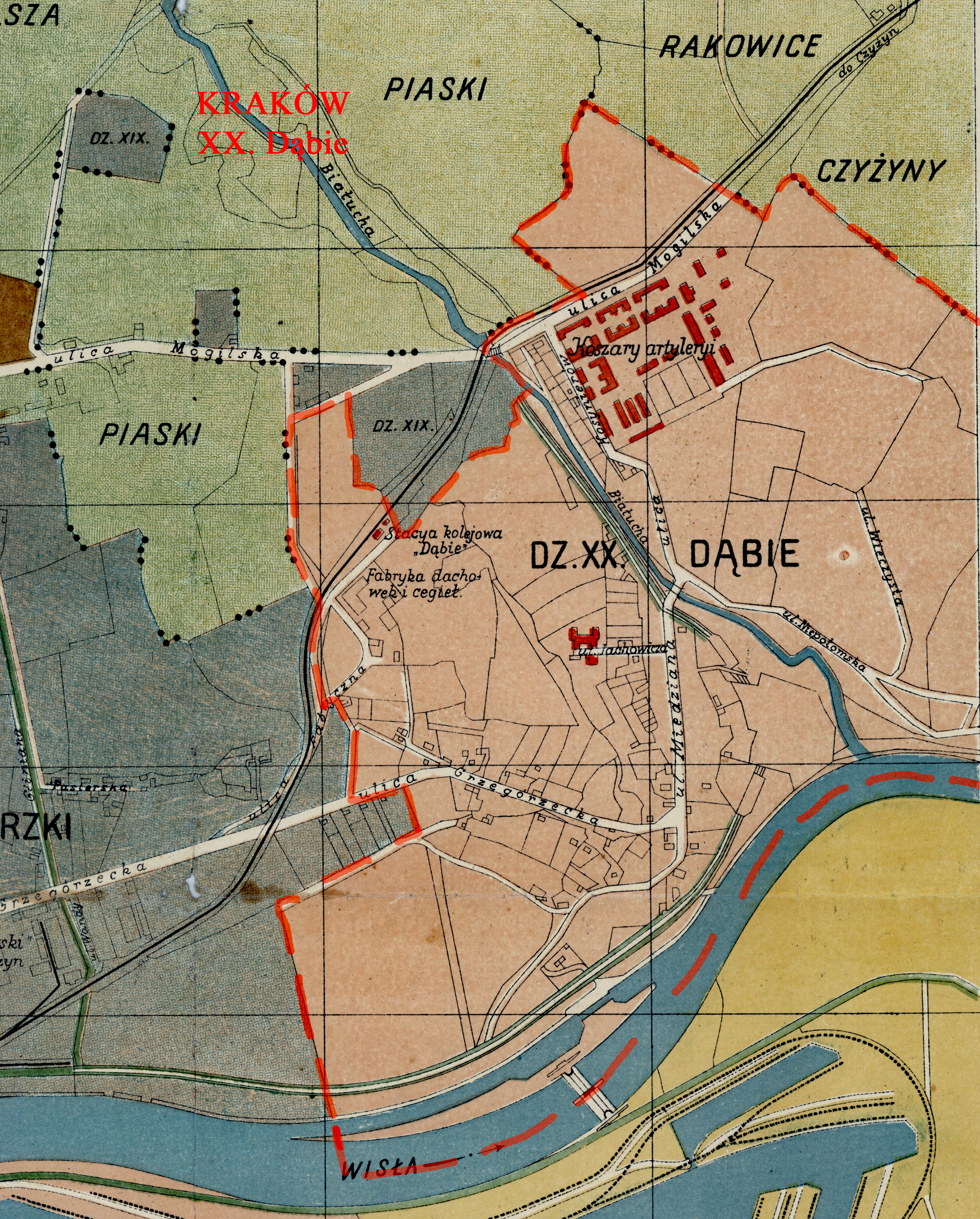
Dąbie na planie z 1916 roku jako dzielnica Krakowa.

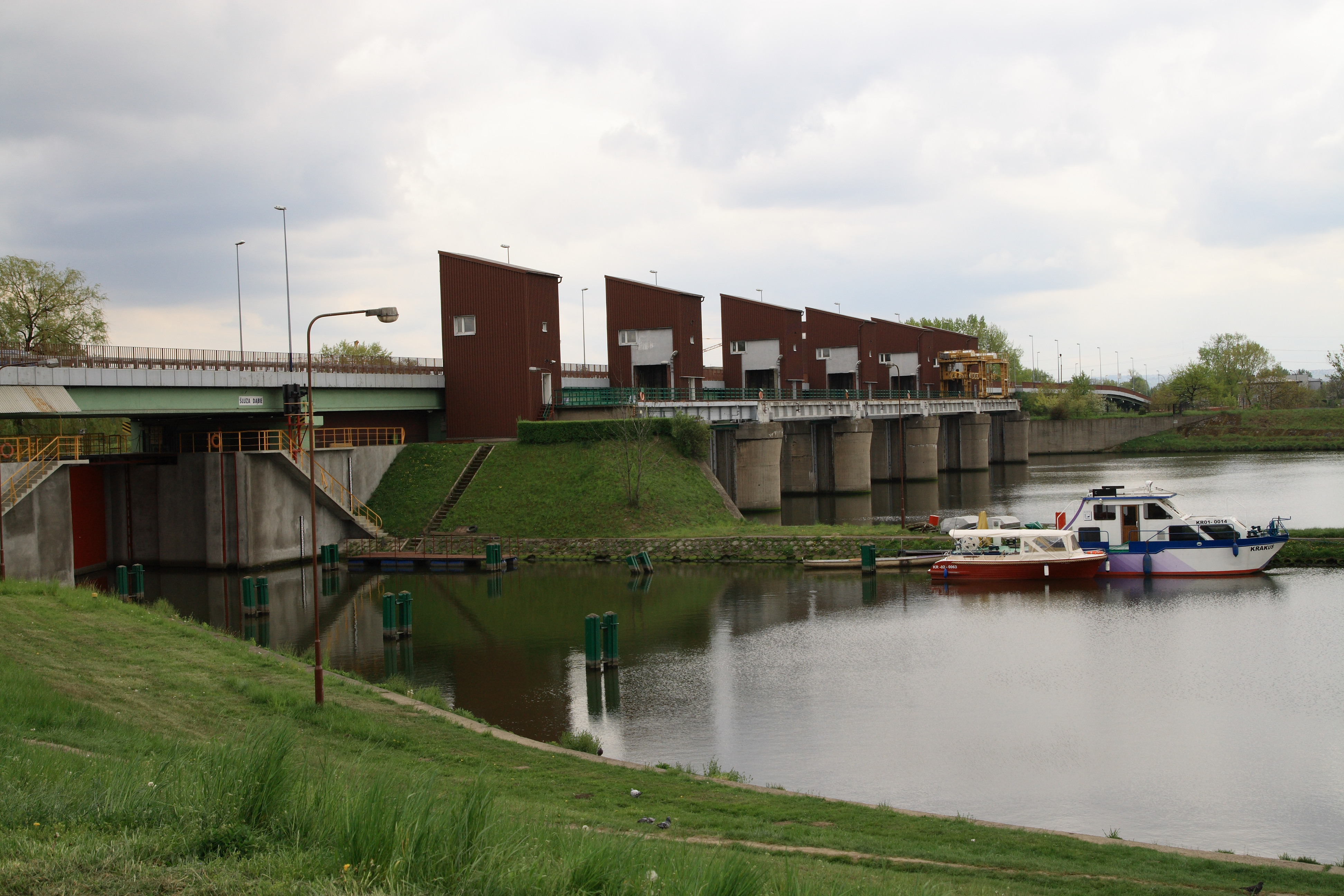
Stopień Wodny Dąbie

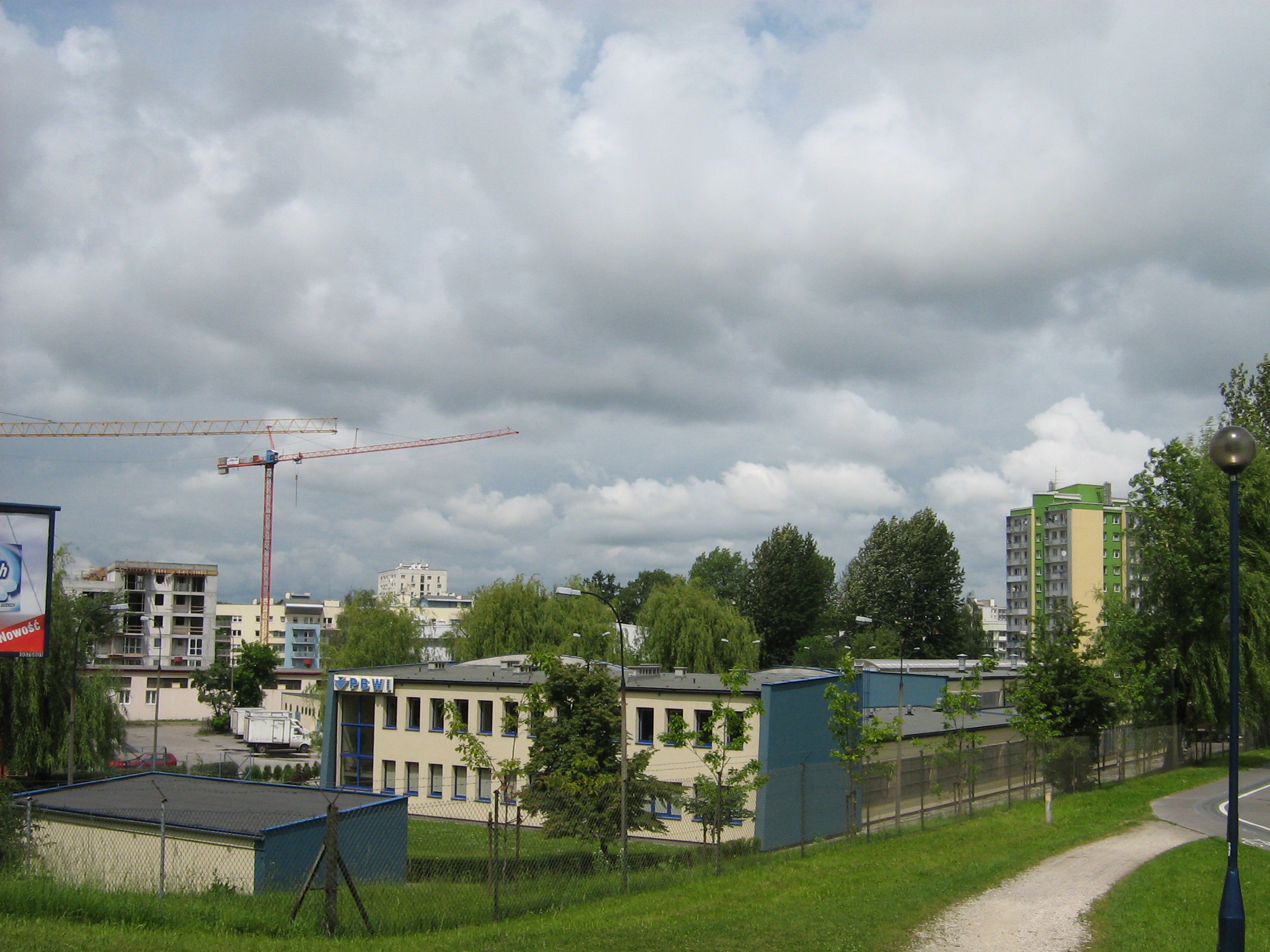
Widok na Dąbie ze stopnia wodnego

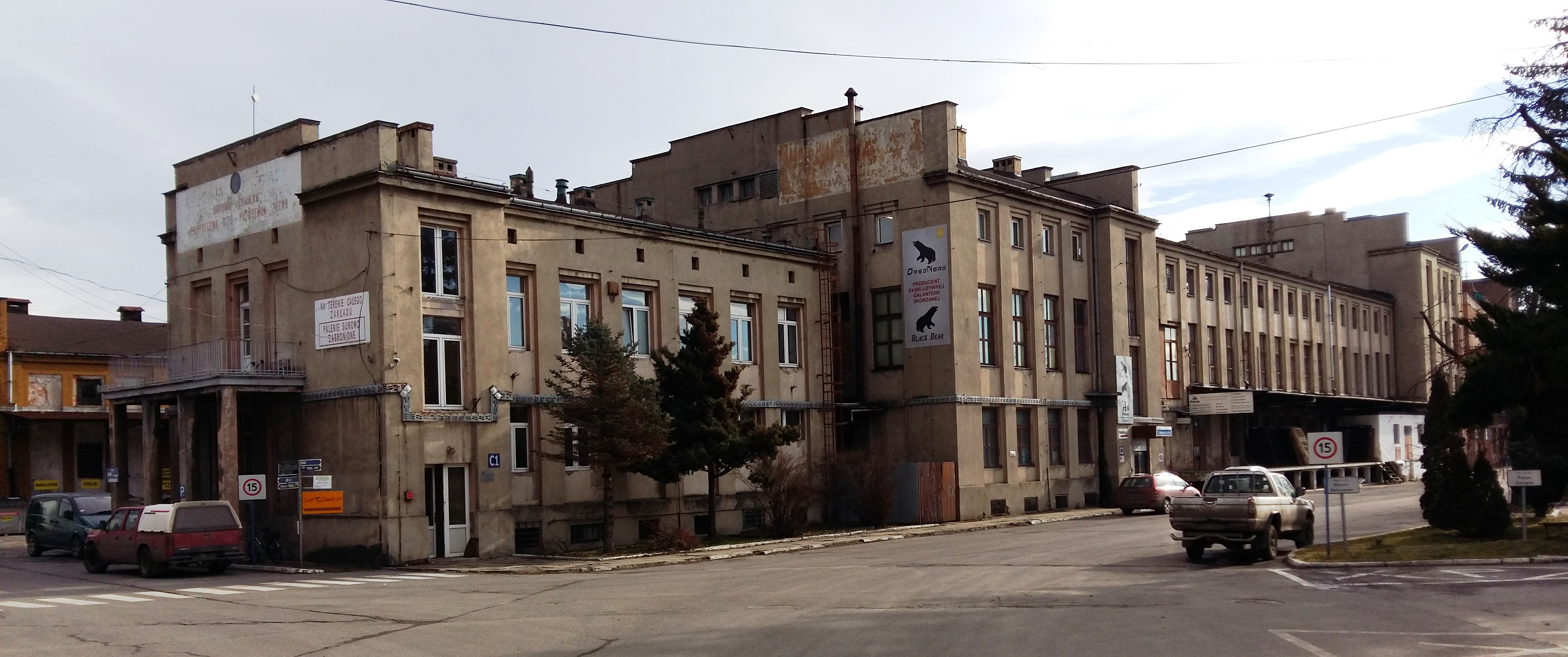
Dawna wytwórnia wódek (później Polmos Kraków) w Dąbiu

Dąbie – obszar Krakowa, dawna wieś przyłączona do miasta 1 kwietnia 1911 roku z Beszczem i Głębinowem jako jego XX dzielnica katastralna. Obecnie wchodzi w skład dzielnicy II Grzegórzki.

## Lokalizacja
Dąbie usytuowane jest wzdłuż dzisiejszej alei Pokoju. 

## Historia
Dąbie wzmiankowane było po raz pierwszy już w roku 1254, jako Dambe, własność klasztoru norbertanek, w tym samym roku Bolesław Wstydliwy przyznał wsi immunitet sądowy i ekonomiczny. W 1348 roku Kazimierz Wielki nadał Dąbie wraz z oboma brzegami Wisły klasztorowi cystersów w Mogile. Jednak już w 1389 miasto Kraków odkupiło Dąbie, za znaczną wówczas kwotę 400 grzywien. W latach 1465–1471 i 1476–1494 właścicielem Dąbia był rajca krakowski J. Wierzynek (w tym okresie stał tu młyn, folwark i karczmy), w 1. połowie XVI wieku dzierżawili je Jan i Piotr Morsztynowie. Wieś będąca własnością Krakowa położona była w drugiej połowie XVI wieku w powiecie proszowskim województwa krakowskiego.  W 1551 miasto urządziło na Dąbiu dwie nowe sadzawki i ogród. W XVII wieku na Dąbiu funkcjonowały również: cegielnia, tartak, liczne stawy rybne oraz browar miejski. W 1880 roku na Dąbiu znajduje się szkółka miejska drzew i krzewów ozdobnych hodowanych na cele upiększania miasta Krakowa. W 1890 roku było tu już 101 domów, a zamieszkiwało je 737 mieszkańców, w tym czasie powstała tam również jednoklasowa szkoła ludowa.
W 1893 r. Austriacy zbudowali tu koszary dla pułku artylerii. W czasie I wojny światowej pełniły one rolę obozu dla jeńców rosyjskich. W styczniu i lutym 1919 r., w związku z trwającym wówczas na Śląsku Cieszyńskim konfliktem polsko-czechosłowackim, internowano tu 551 osób narodowości „czechosłowackiej”, z których 39 zmarło.
Według austriackiego spisu ludności z 1900 w 119 budynkach w Dąbiu na obszarze 340 hektarów mieszkało 1499 osób, z czego 1453 (97%) było katolikami, 31 (2,1%) wyznawcami judaizmu, 1 (0,1%) grekokatolikiem, a 14 (0,9%) innej religii lub wyznania, 1163 (77,6%) było polsko-, 245 (16,3%) niemiecko-, a 77 (5,1%) innojęzycznymi.
W roku 1911 oficjalnie przyłączono Dąbie do Krakowa (liczyło wówczas 1600 mieszkańców). W 1931 przy ulicy Fabrycznej powstały zakłady Państwowej Wytwórni Wódek. Pod koniec niemieckiej okupacji, 15 stycznia 1945, Niemcy dokonali egzekucji 79 osób (1 osoba ocalała). W 1961 wybudowano na Wiśle stopień wodny Dąbie, a kilka lat później na Dąbiu zaczęto budować pierwsze bloki mieszkalne. W 1983 została na Dąbiu erygowana parafia rzymskokatolicka pw. św. Stanisława BM.

## Infrastruktura

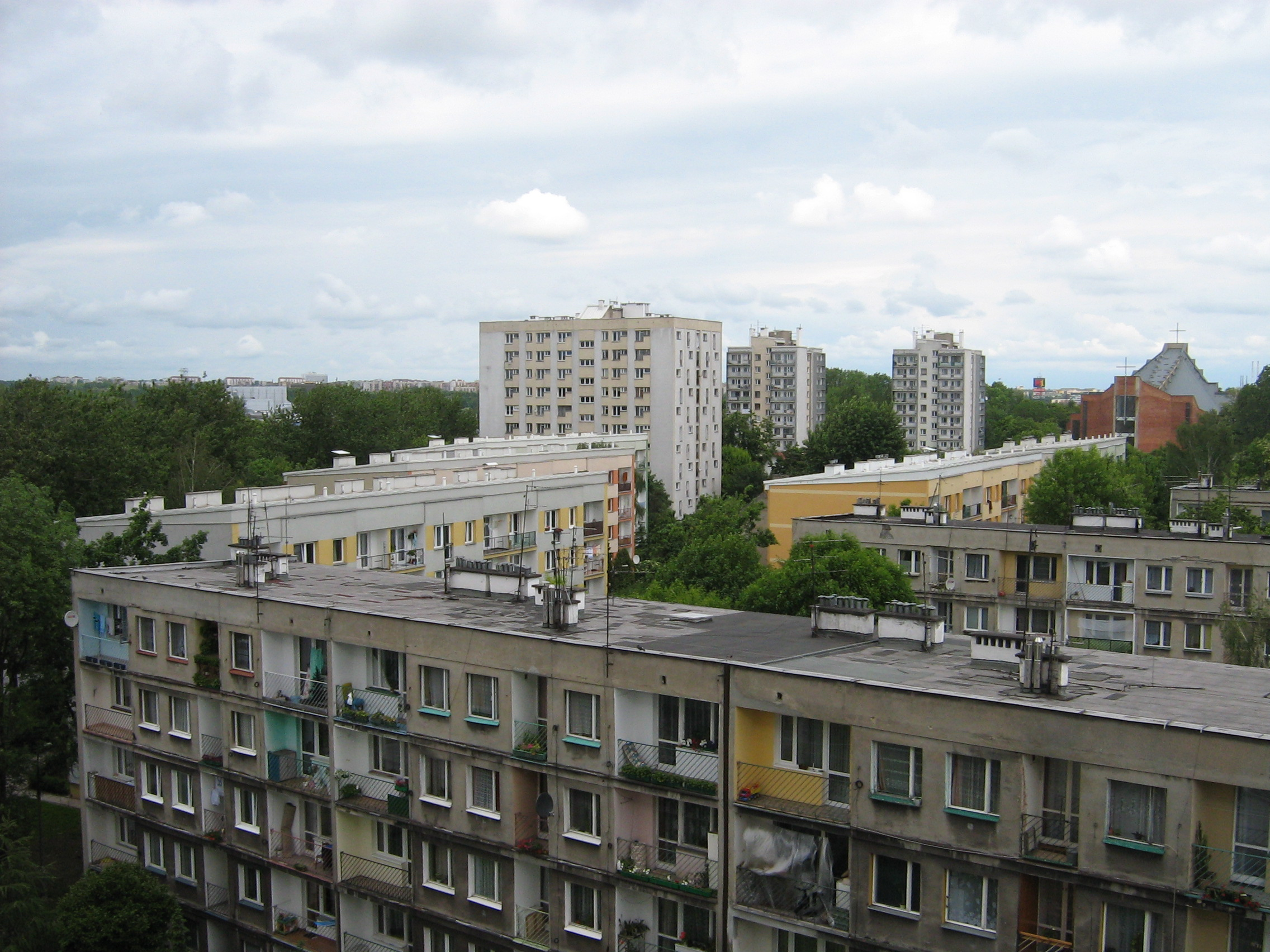
Widok na wschodnią część Dąbia, widoczny czerwony Kościół św. Stanisława

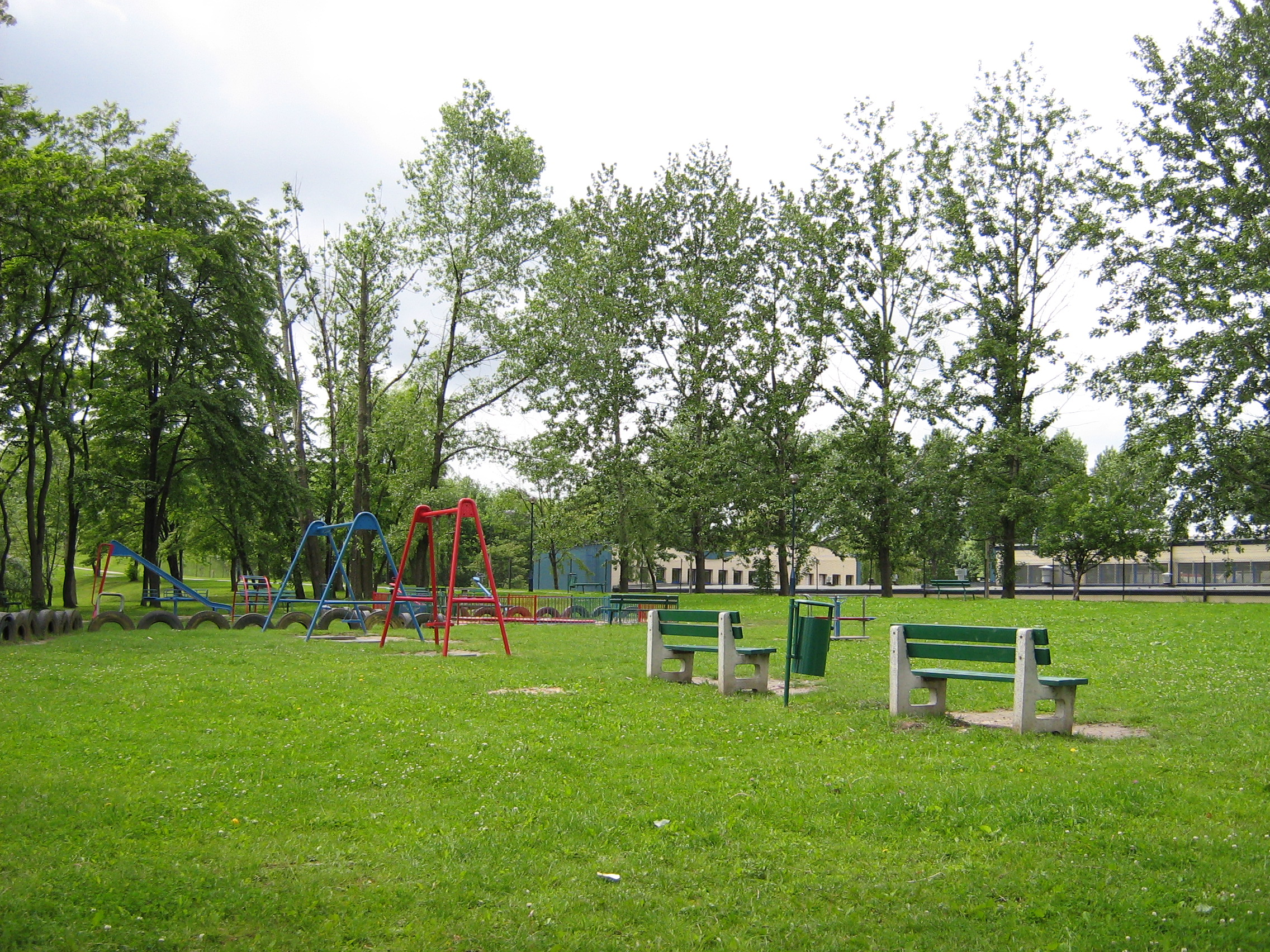
Jeden z placyków zabaw na Dąbiu

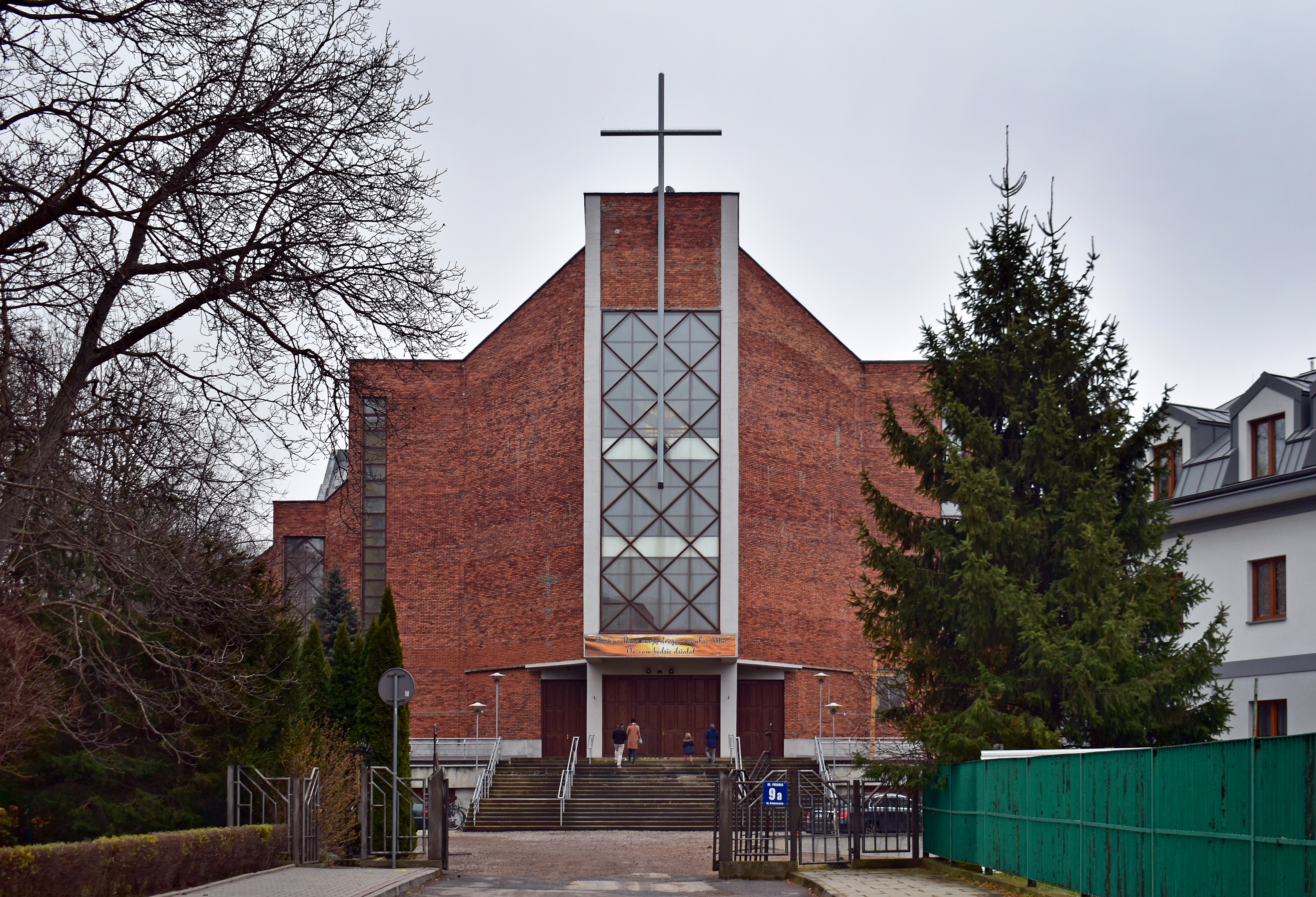
Kościół na Dąbiu

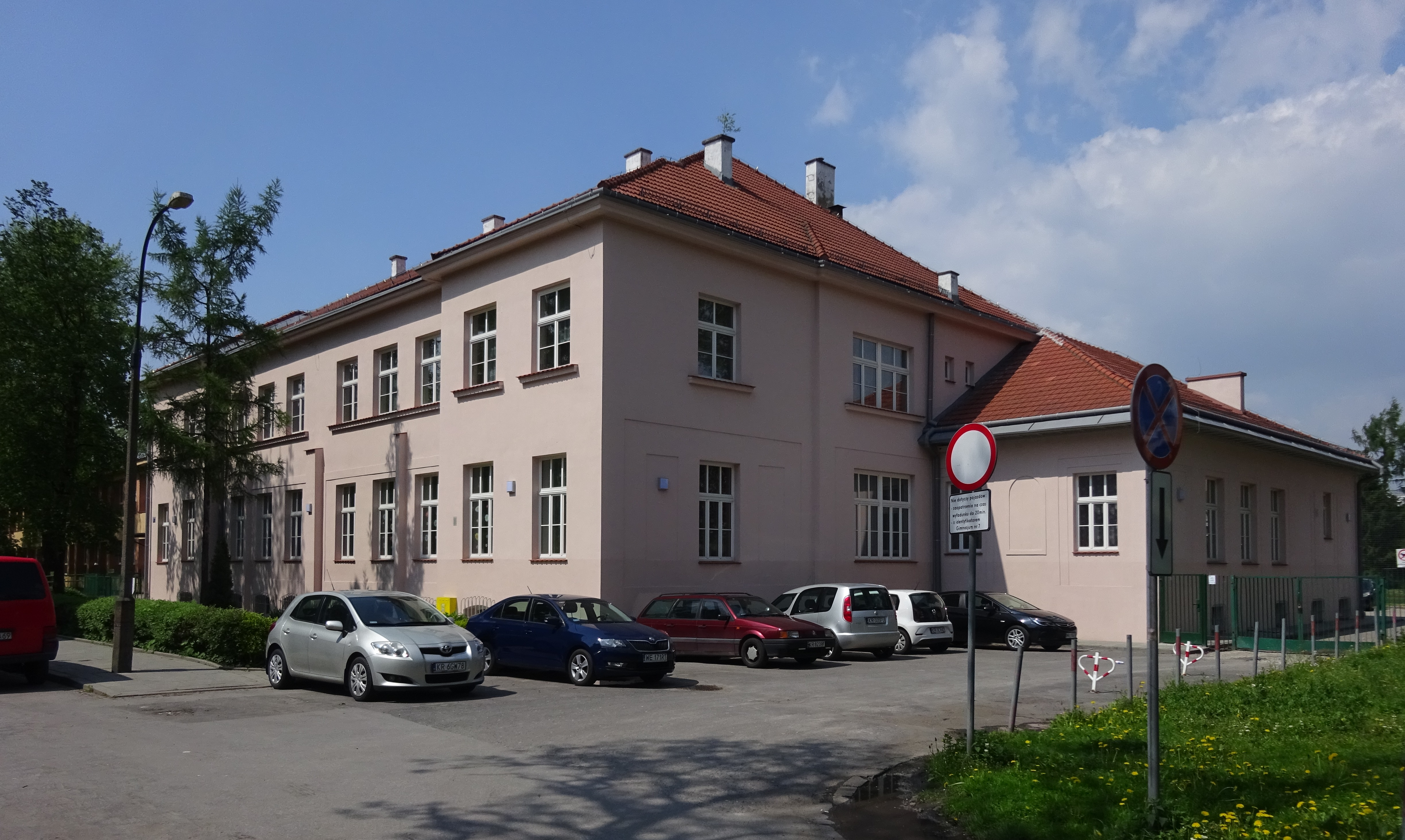
Szkoła Podstawowa nr 39 przy ul. Jachowicza (proj. Jan Zawiejski, 1913-1915)

### Placówki oświatowe
- Szkoła Podstawowa nr 39 im. Bartosza Głowackiego w Krakowie
- Szkoła Podstawowa nr 18 im. św. Anny
- Szkółka Języka Angielskiego dla dzieci i młodzieży „Hi Kids!”
- Przedszkole nr 124
- Przedszkole nr 79

### Kultura i rozrywka
- 2 Biblioteki Publiczne
- 4 boiska piłki nożnej
- 3 boiska do koszykówki
- Stadion Dąbski KS
- Korty tenisowe

### Tereny zielone
- Bulwar nad Wisłą
- 8 placyków zabaw
- Ogródki działkowe

### Inne obiekty
- Pętla tramwajowa Dąbie
- Kościół św. Stanisława
- Poczta Polska
- Pomnik Ofiar Dąbia
- NZOZ Dąbie – przychodnia
- figura św. Jana Nepomucena z XVIII wieku (ulica Widok)

## Galeria

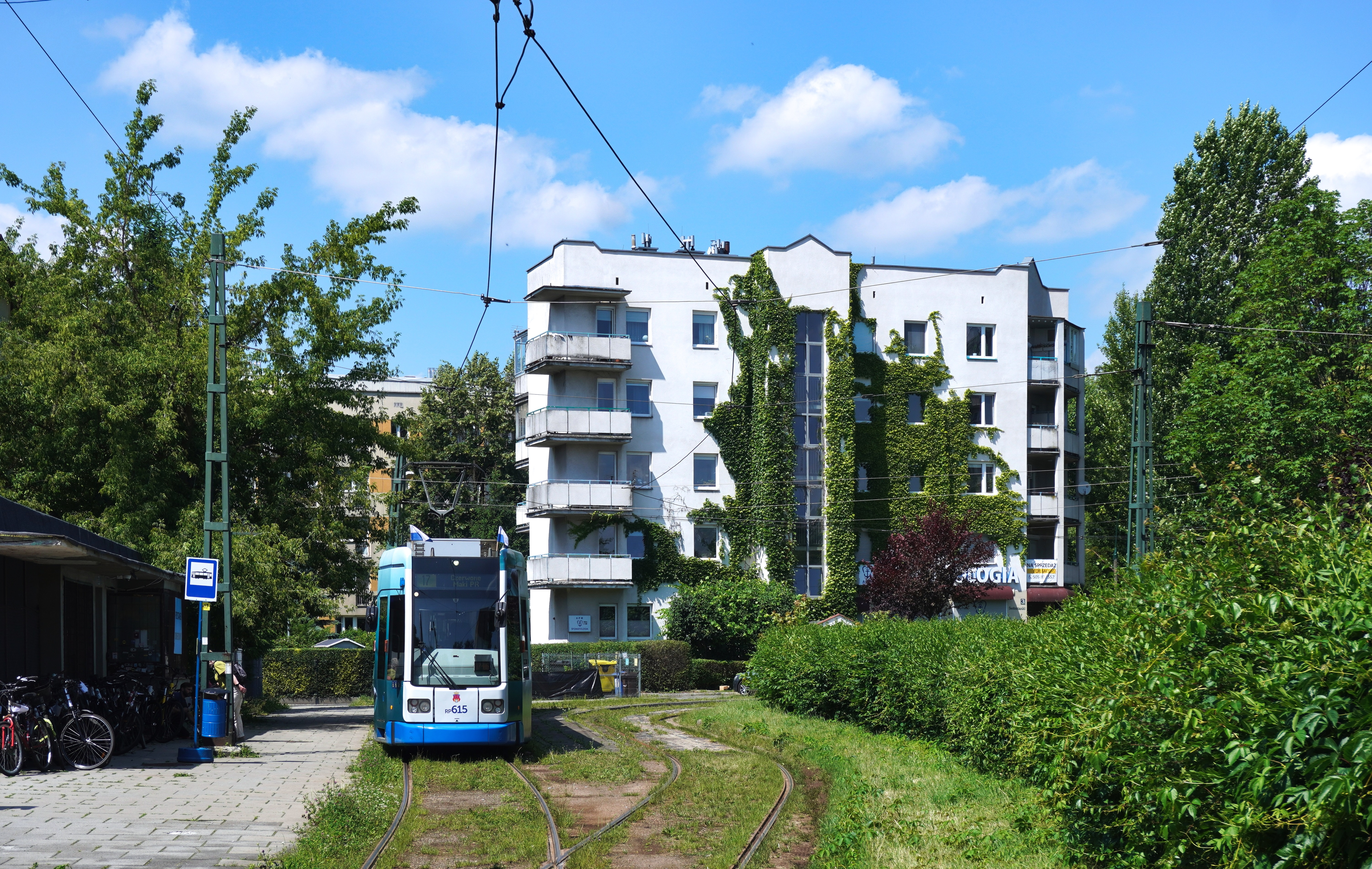
Pętla tramwajowa „Dąbie”
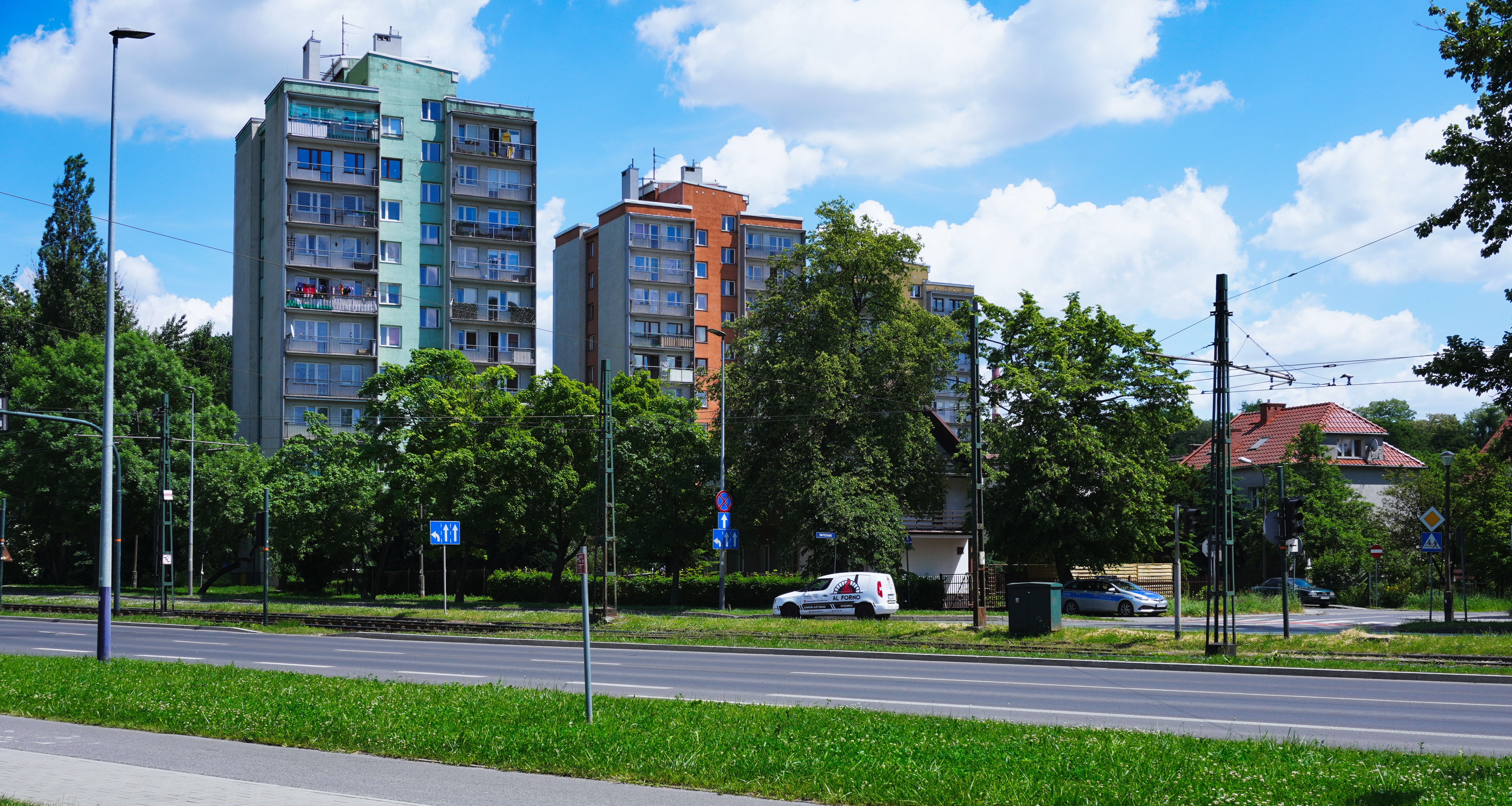
Widok osiedla od strony alei Pokoju, bloki przy ul. Półkole 5, 7 i 9
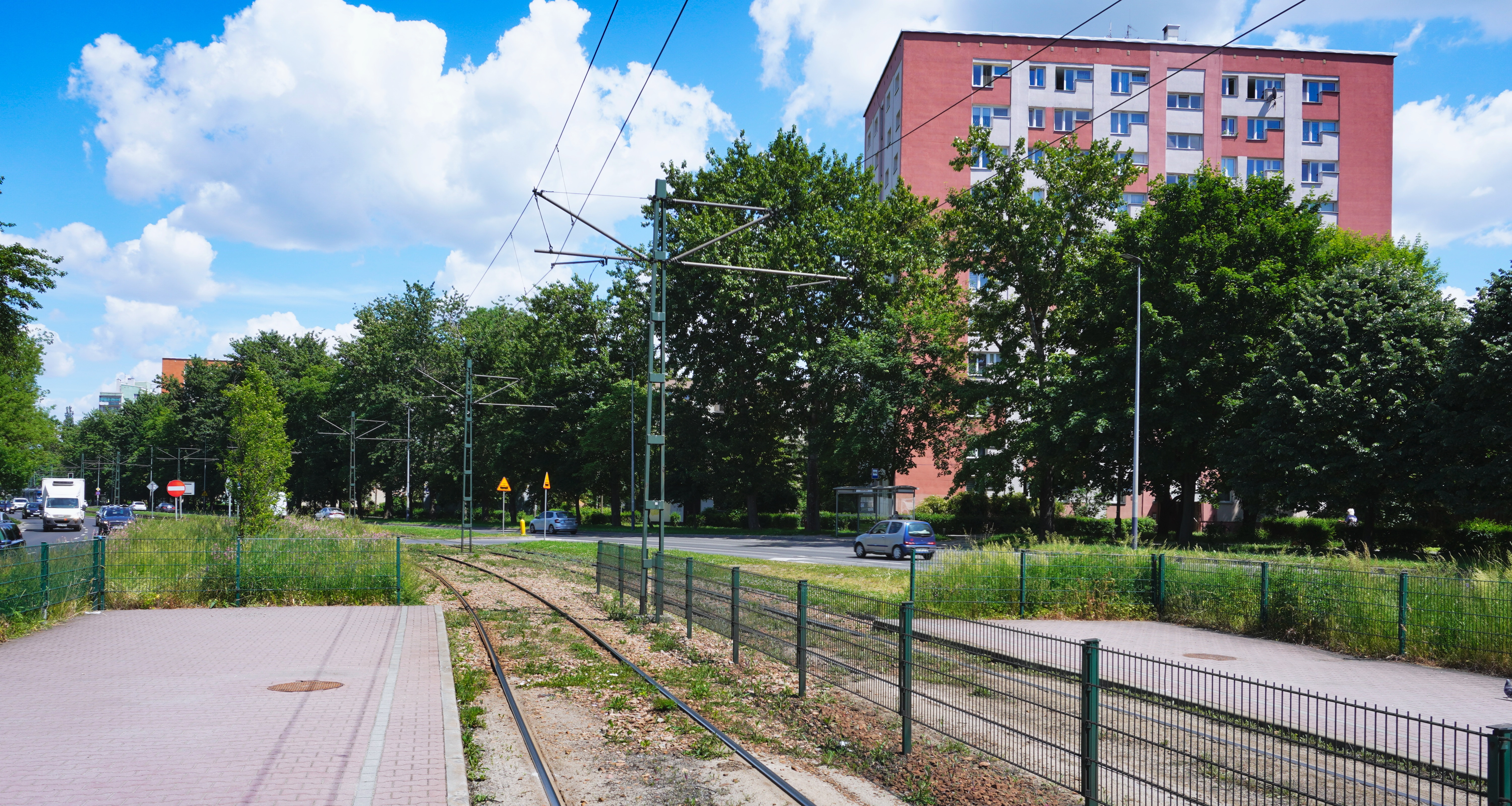
Widok bloków na osiedlu od strony alei Pokoju, od przystanku tramwajowego „Ofiar Dąbia”
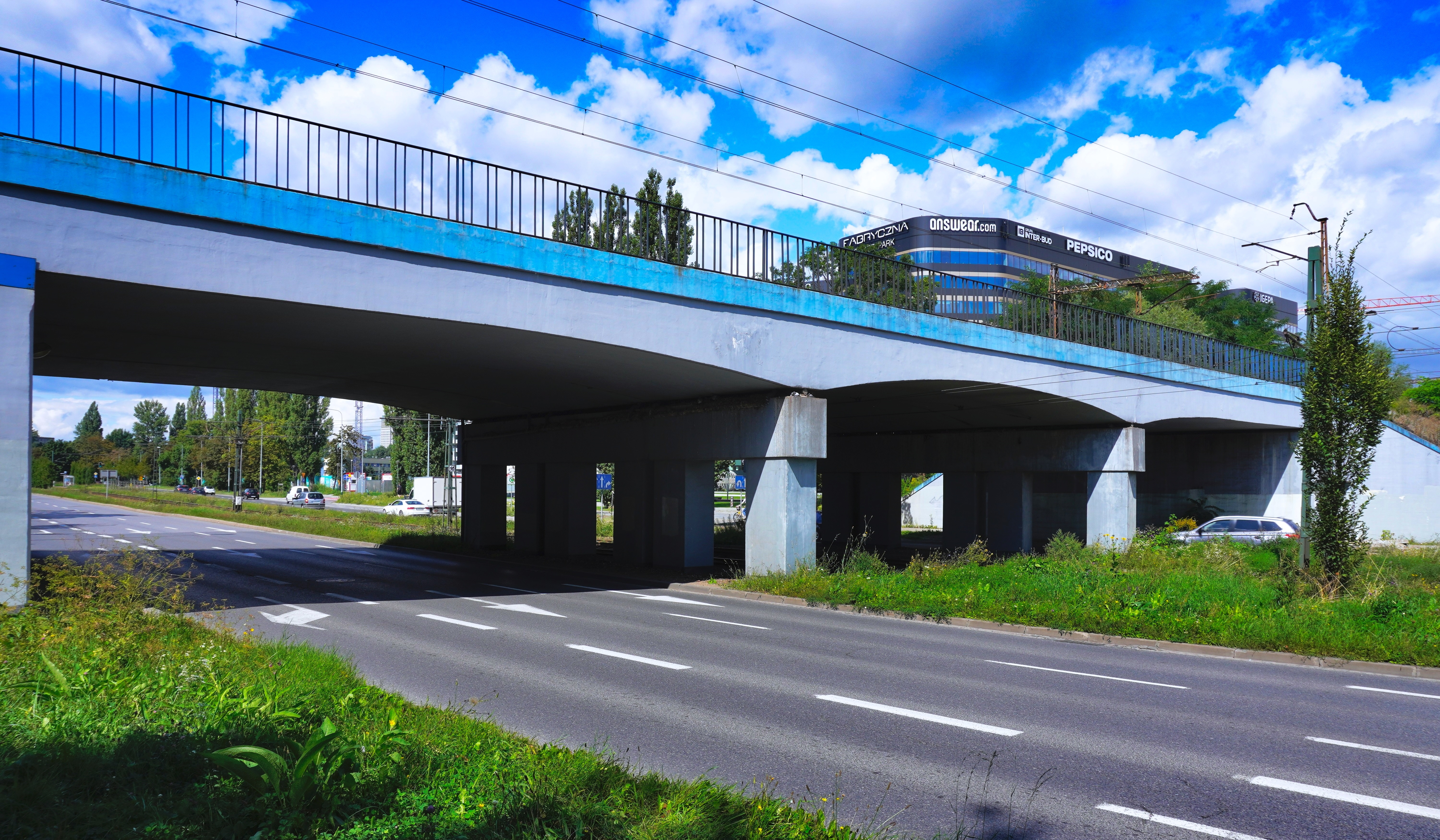
Wiadukt kolejowy w ciągu linii kolejowej nr 100 nad aleją Pokoju
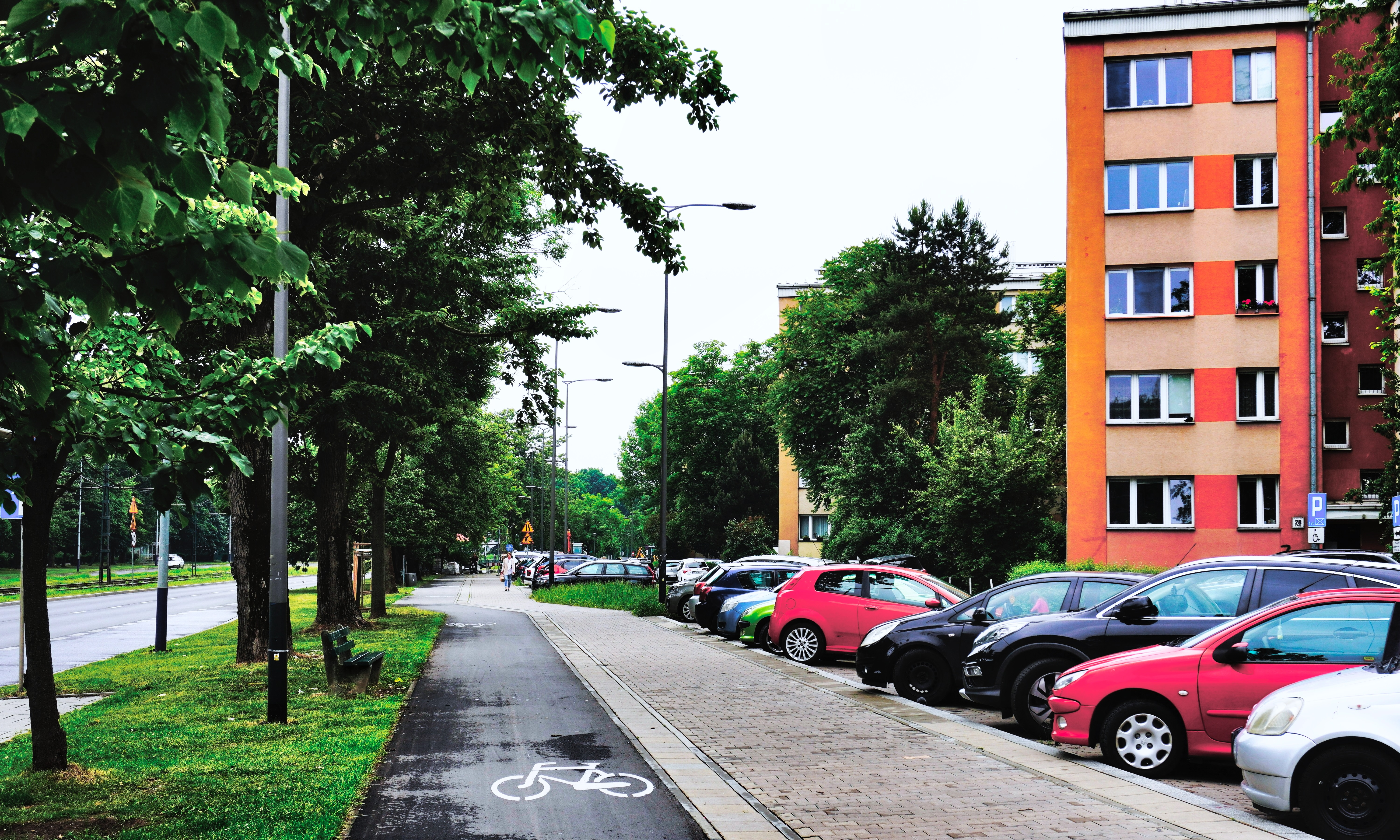
Widok osiedla wzdłuż alei Pokoju, po prawej bloki przy al. Pokoju 28 i 26
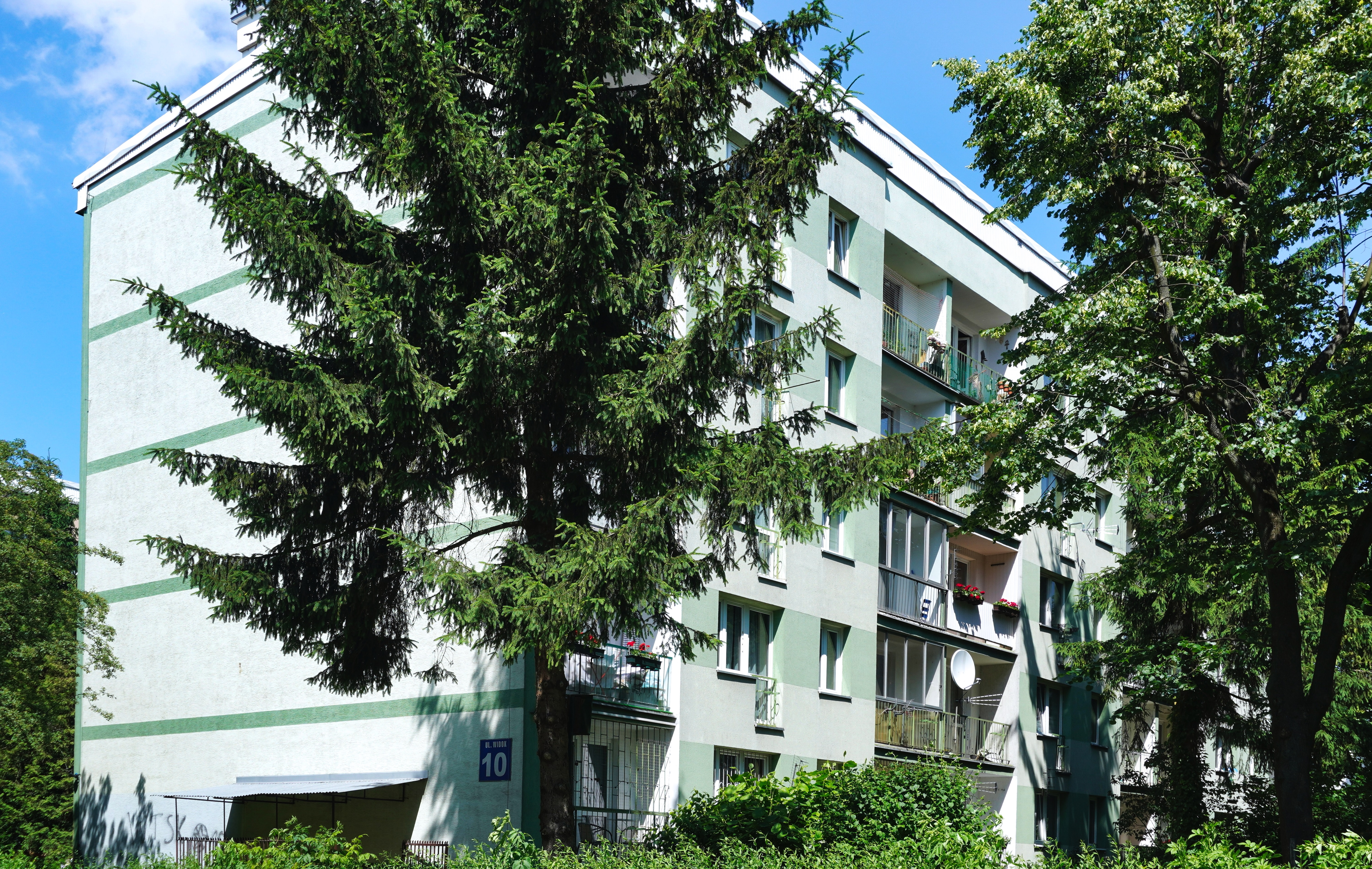
Wnętrze osiedla, blok przy ul. Widok 10
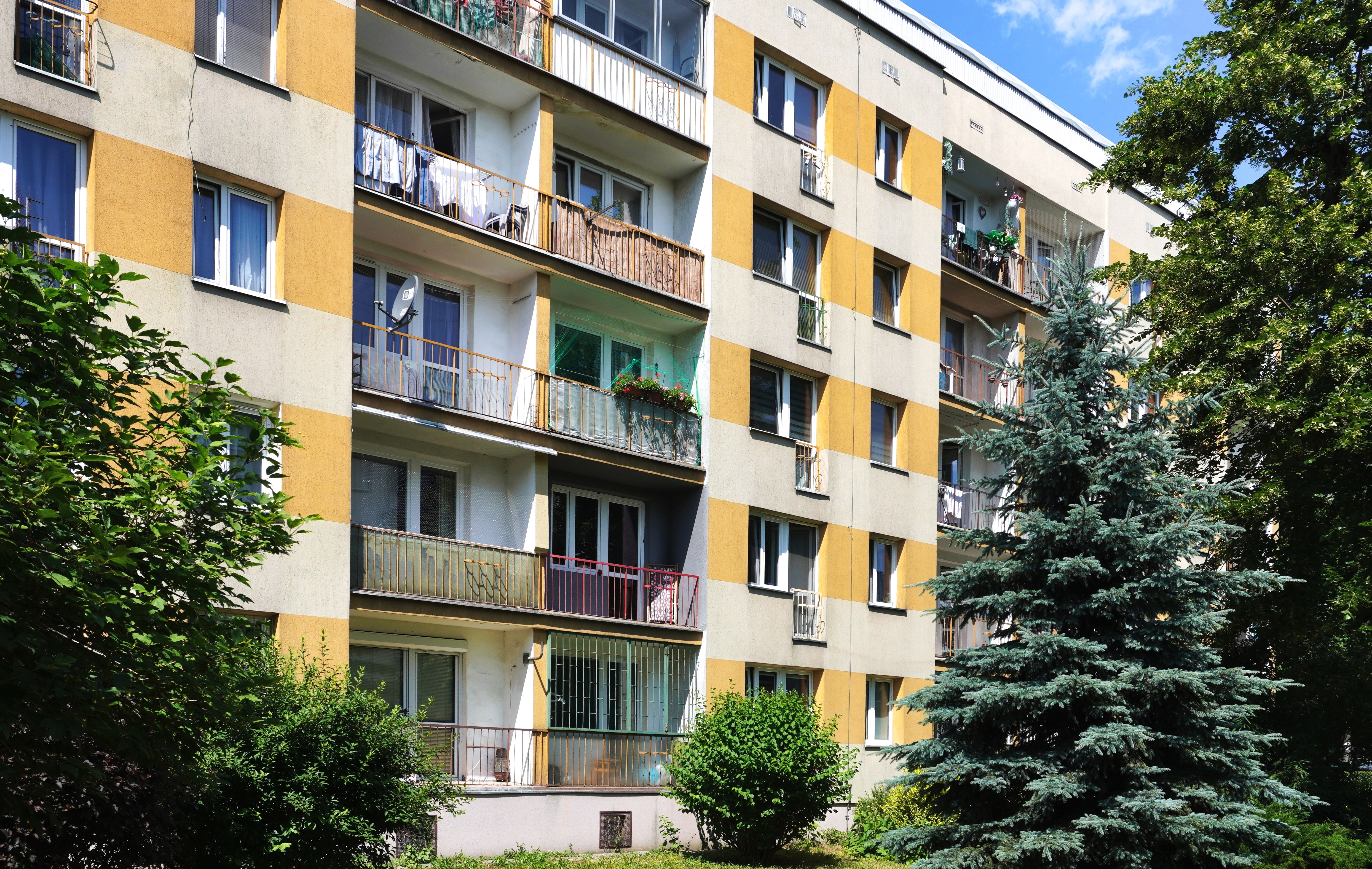
Wnętrze osiedla, blok przy ul. Świtezianki 5
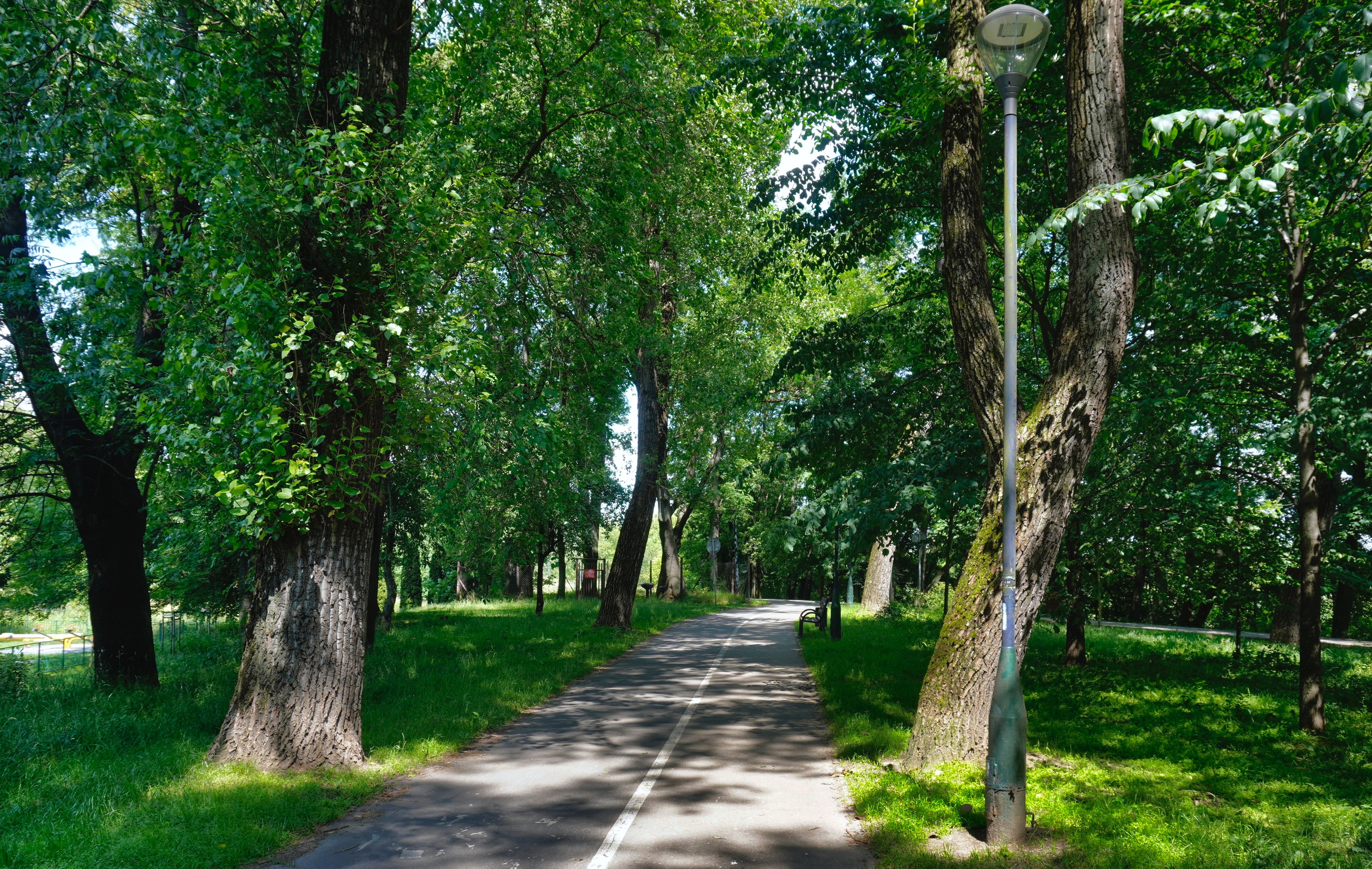
Bulwary wiślane na Dąbiu
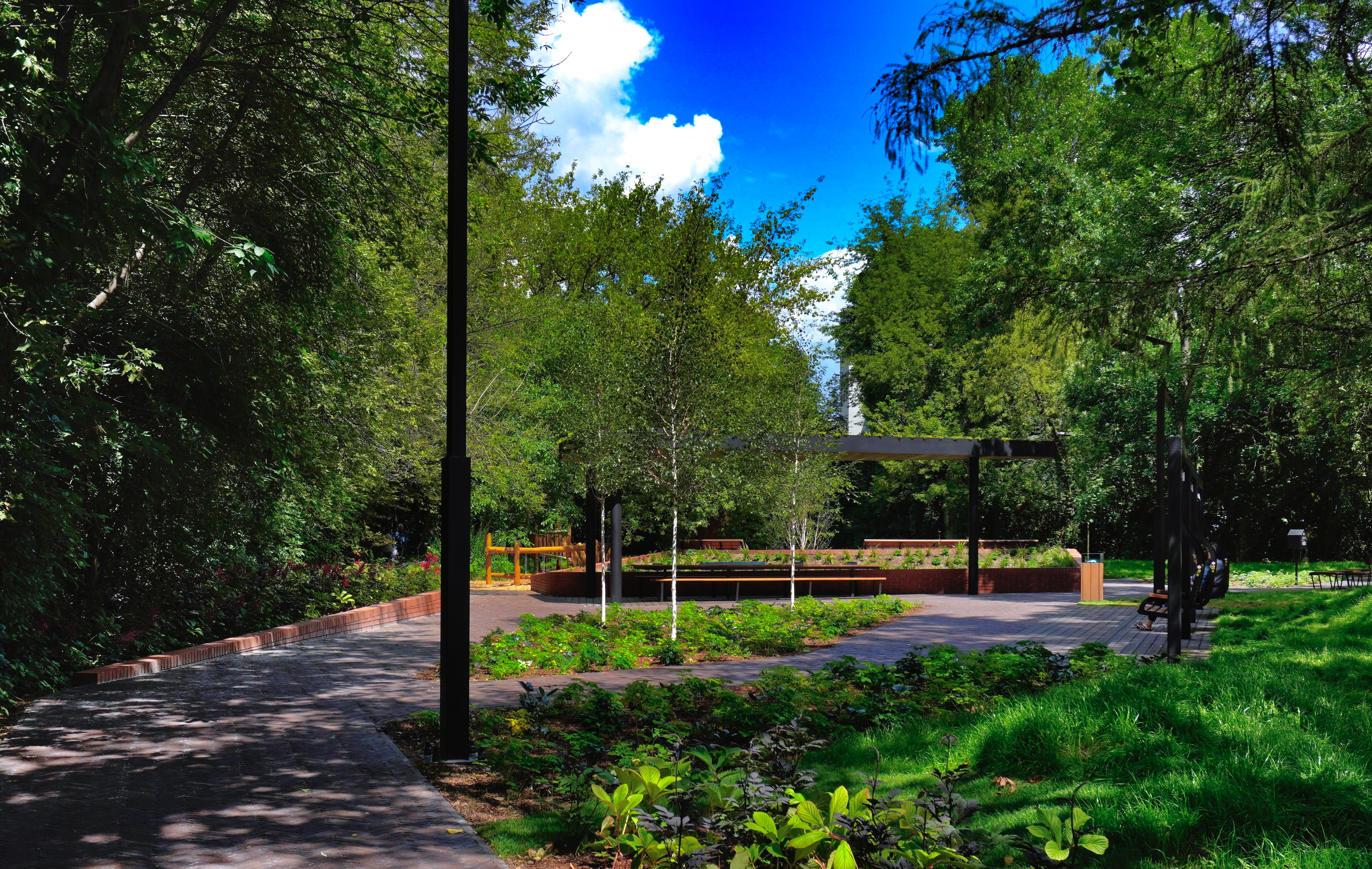
Park Kieszonkowy – Ogród Fabryczny
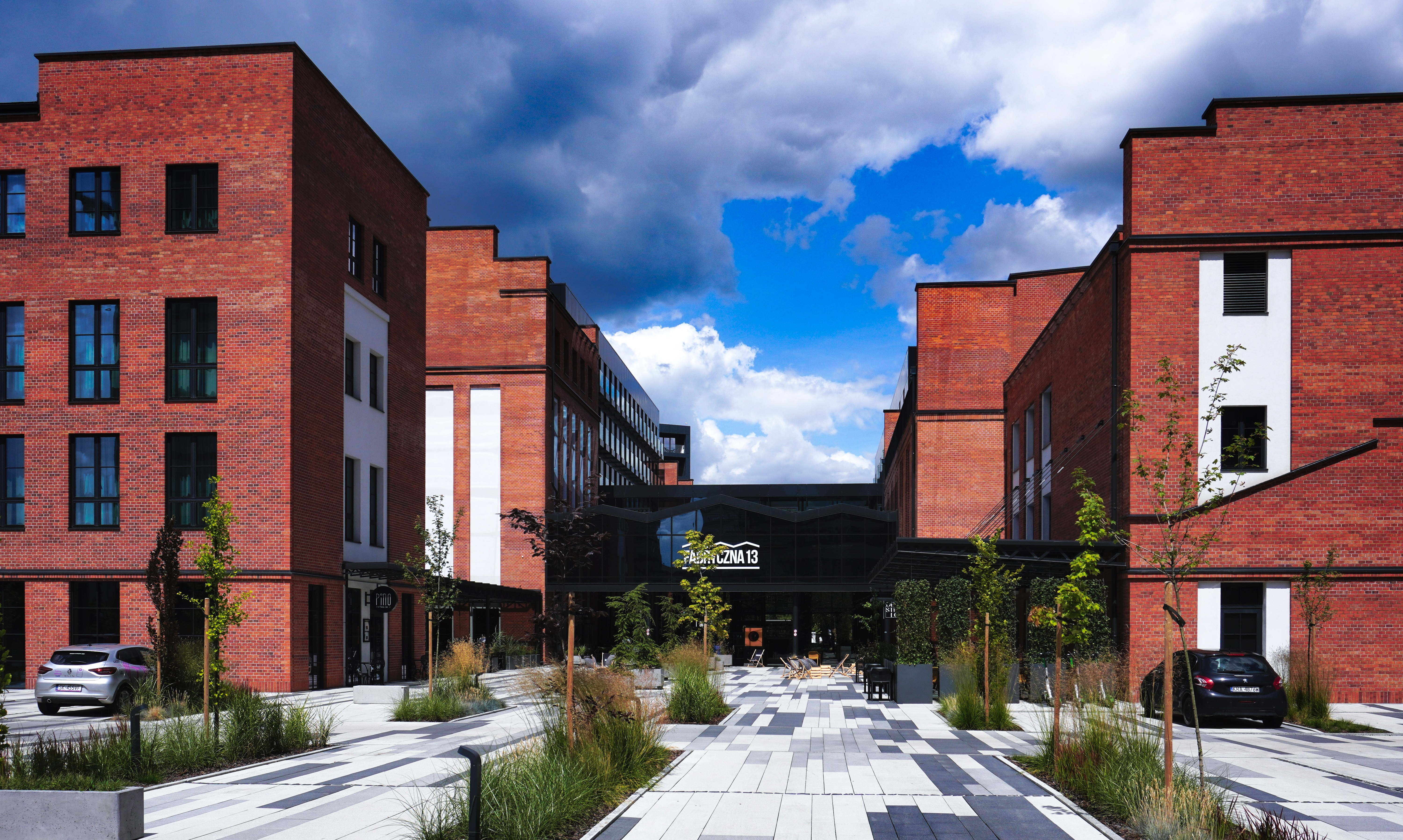
Fabryczna City – dawny kompleks fabryczny wytwórni wódek
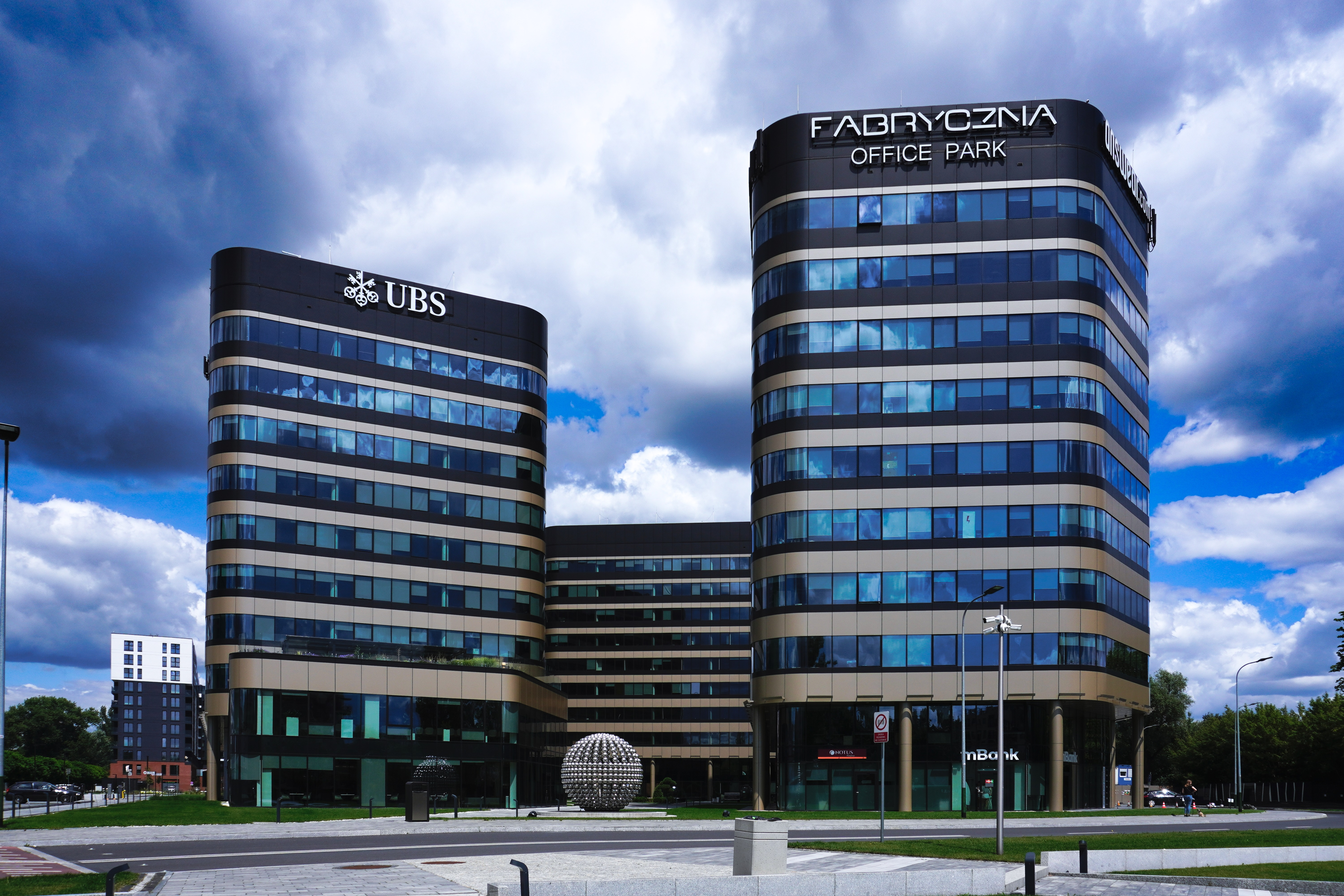
Fabryczna Office Park

## Harcerstwo na Dąbiu
- Szczep Dąbie